# Andrew Whittington
Andrew Whittington (ur. 11 sierpnia 1993 w Williamstown) – australijski tenisista.

## Kariera tenisowa
W zawodach wielkoszlemowych po raz pierwszy uczestniczył w 2012 roku na Australian Open, przegrywając wspólnie z Lukiem Saville w 1 rundzie turnieju gry podwójnej. Podczas edycji zawodów z 2014 osiągnął razem z Alexem Boltem ćwierćfinał po wcześniejszym pokonaniu m.in. w 2 rundzie pary nr 3. turnieju, David Marrero–Fernando Verdasco. W styczniu 2017 zagrał razem z Markiem Polmansem. Debel ten osiągnął półfinał po wyeliminowaniu m.in. w ćwierćfinale Pierre-Hugues Herberta i Nicolasa Mahuta (nr 1. w rozstawieniu), jednak mecz o udział w finale przegrali z Henrim Kontinenem i Johnem Peersem.
W rankingu gry pojedynczej najwyżej był na 160. miejscu (20 marca 2017), a w klasyfikacji gry podwójnej na 74. pozycji (15 stycznia 2018).